# 第二次莱希菲尔德之战 (955)
第二次莱希菲尔德之战发生于955年10月10日，以东法兰克王国国王奥托一世对匈牙利霍尔卡布尔丘和莱尔酋长、舒尔酋长取得决定性胜利告终。 这场战役通常被视为反击匈牙利人对西欧入侵的决定性事件。莱希菲尔德是位于奥格斯堡南部的莱希河冲击平原。在匈牙利史中，这场战斗也被称为第二次奥格斯堡战役。 同年10月还发生了奥托一世和斯拉夫奥博垂斯部落间的雷克尼茨战役。这场战役是东法兰克人团结一致对抗外敌的重要事件。
第一次莱希菲尔德之战发生于45年之前，同样由东法兰克和施瓦本携手对抗匈牙利的马扎尔人，但最后大败。

## 文献资料
关于这次战斗最重要的文献资料应该是格哈德·馮·奧格斯堡（Gerhard von Augsburg）从日耳曼人的角度所著的《Vita Sancti Uodalrici》。年代记编者科维的维杜金德也提供了一些重要的细节。年代记《匈牙利人事迹》则从匈牙利人的角度记述了此事，然而此书写于12世纪，故可信度打折。

## 背景

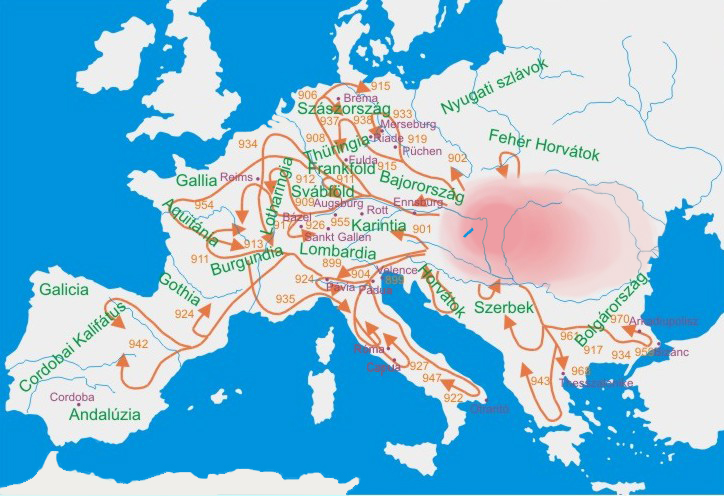
10世纪的欧洲，匈牙利马扎尔人的进攻路线

在镇压了由其子施瓦本公爵鲁道夫和女婿洛林公爵康拉德发动的叛乱之后，东法兰克国王奥托一世移驾自己的公爵领萨克森。 行至马格德堡时接到匈牙利人入侵的消息。此前匈牙利人就曾在叛乱期间趁火打劫。 奥托一世当时刚刚镇压完弗兰肯地区的叛乱。由于易北河下游的波拉比安斯拉夫人的骚乱，奥托一世的大部分萨克森部队都不得不留守。另外奥格斯堡地区距离萨克森很遥远，萨克森部队很难及时赶到 ，而战斗在奥托一世接到报告之后的六周之后就打响了，因此军事史学家汉斯·戴布流克认为没有来自萨克森的援军参战。
奥托一世命令他的部队集结在多瑙河的诺伊堡和英戈尔施塔特附近。这一举动的目的在于切断匈牙利人的补给线，并在他们攻向奥格斯堡东北部时从他们后方进攻。另外，这一地点对于在各地动员参加战斗的部队来说也是地理上的中点。因此从战略上讲，这是奥托发动进攻之前最理想的集结地。
另外一股力量也在这次战役中发挥了作用。匈牙利人以往入侵多瑙河南岸的日耳曼人的领地时，例如在932年和954年，往往经洛林-西法兰克王国-意大利的路线撤退。也就是说，先向西，再向南，最后向东返回他们自己的领地，通过这种方式甩开日耳曼人的追兵。 奥托一世认识到这一点以后决心加以利用，他命令自己的兄弟科隆大主教布鲁诺一世率洛林部队坚守洛林以阻击匈牙利人。 其实匈牙利人在东西两面夹击之下已经没有逃跑的可能了。
当时负责防守施瓦本边境城市奥格斯堡的是奥格斯堡主教乌尔里希。他以圣经诗篇第23篇的“我虽然行过死荫的幽谷”来激励自己的士兵们。在守军与匈牙利人作战的同时，奥托一世挥师南下。
奥托一世部队的人数没有足够可靠的说法。最被广泛认可的数字是8,000人，或8个千人团。 其中三个团来自巴伐利亚，两个团来自施瓦本，一个团来自弗兰肯，一个团来自波西米亚（由博莱斯拉夫一世的一个不知名的儿子率领），以及奥托一世的本队。国王的本队规模比其他团稍大，包括萨克森人，图林根人，以及国王的私人卫队，推测其中有法兰克血统的经验丰富的骑士。
年代记记载匈牙利人的部队有25,000~50,000人，但更现实的数字应该是10,000~25,000。 
Gerhard记载，匈牙利部队推进到了伊勒河并开始进攻奥格斯堡。当时奥格斯堡位于伊勒河左岸，但距离河岸尚有一段距离。最激烈的战斗推测8月8日发生于城东门，匈牙利人当时试图以人数优势冲进城。主教的士兵们奋勇反抗，击毙了攻城部队指挥，迫使匈牙利人撤退。第二天，匈牙利人发起了更大规模的总攻。战斗期间，Risinesburg领主Berchtold来到了匈牙利人营地，向他们宣告国王的部队即将到来。当天傍晚双方暂时停战，匈牙利人开始计划翌日的进攻 迪林根伯爵迪帕德当天夜间率部到了奥托的营地。

## 战斗经过
日耳曼人的部队以如下顺序行进: 3个巴伐利亚团, 康拉德公爵的弗兰肯团, 国王本队, 2个施瓦本团，最后是波西米亚团。戴布流克认为巴伐利亚人充当先锋是因为当时部队需要通过巴伐利亚人的领地，而当地人是最好的向导。所有的部队都有骑兵
科維的維杜金德记载，奥托在奥格斯堡市内扎营，巴伐利亚公爵亨利一世抱恙前来， 康拉德公爵也摒弃前嫌率领弗兰肯骑士加入。这一举动大大鼓舞了士气。
康拉德此时已经被赶出了洛林。他曾经与马扎尔人合作，但最终决定加入奥托旗下，并在此战中战死。奥托的侄女婿施瓦本公爵布尔夏德三世统领着一个施瓦本团。
匈牙利人渡河之后马上与波西米亚人交火，随后又对上了施瓦本人，但短暂交战后就撤退了。战斗开始后奥托命令康拉德收集辎重，后者成功完成任务并归队。奥托随即下令进攻。日耳曼军冒着矢石齐射冲向匈牙利人，与其短兵相接。
在近战中，匈牙利人无法发挥其擅长的游牧民族打了就跑的战术。布尔丘曾经试图诈败引诱奥托的部队深入追击，但没有成功。日耳曼人战线齐整，齐头并进地按照预定路线进行阵地战，并有条不紊地追击了数日。这与他们之前得胜之后就分散追击的做法大相径庭。有一些匈牙利人在人困马乏之下不得不躲进附近的村庄，结果在被追兵包围后放火烧死在屋内。被俘虏的匈牙利人或被处刑，或被切掉鼻子和耳朵后放还以威吓匈牙利大公陶克绍尼。匈牙利指挥官布尔丘、莱尔和舒尔（都不是阿尔帕德王室的成员）都被处死。 战斗中，康拉德公爵因为天热解开了他的锁子甲，结果被一箭射穿了喉咙。“此前对蛮族从未取得过如此血腥的胜利”——維杜金德如是记载。

## 战斗细节
奥托一世布下一字长蛇阵，并没有留预备队。从右到左依次为：康拉德公爵的弗兰肯团，三个巴伐利亚团，奥托的本队和两个施瓦本团。波西米亚团负责守卫营地。这一任务被视为无足轻重，由于之前博莱斯拉夫一世曾与奥托发生战争，波西米亚人没有被完全信任。匈牙利人以他们擅长的骑射战术组织了一次正面快攻，但这只是佯攻，其主力迂回到了奥托的身后袭击了营地。守营的波西米亚人损失惨重，博莱斯拉夫的儿子也阵亡了。随后匈牙利人对两个施瓦本团展开了前后夹击。
施瓦本人一度陷入了混乱，但并没有崩溃，而是后撤向国王的本队靠拢。奥托命令康拉德率部从右翼撤出，去支援左翼被包围的施瓦本人。康拉德出色地执行了任务，与施瓦本人一道对匈牙利部队构成了反包围，并将其分割。与此同时，奥托和巴伐利亚人顶住了匈牙利人的正面进攻。匈牙利的穿插部队被消灭以后，奥托组织了总攻，康拉德就是在总攻阶段被射杀的。 
匈牙利人在总攻之下崩溃，士兵们渡河逃向后方。萊希河西岸遍布鹅卵石，又陡又滑，导致许多匈牙利人被困在河岸上继而被追兵击杀。日耳曼人随后攻入匈牙利营地并进行了洗劫。匈牙利人不得不向南绕远路之后向东撤退，并在沿途遭遇当地人的骚扰袭击，损失惨重。

## 战后结果
在战场上，日耳曼领主们按照风俗用盾牌抬起了奥托，拥戴其为皇帝。数年后，奥托前往罗马，由教皇若望十二世加冕为神圣罗马皇帝。
战斗结束后国王在奥格斯堡过夜。 他下令管制一切渡河工具，以便追捕匈牙利人。 这一命令效果明显，巴伐利亚公爵亨利最终捕获了许多匈牙利军官并将其处刑。
匈牙利军总指挥布尔丘、莱尔和舒尔被押解到雷根斯堡处死。
这场战斗对匈牙利的影响存在争议。可以确定的是，匈牙利并未从此一蹶不振，奥托也未能追亡逐北，将战火烧至匈牙利本土。另一方面，匈牙利史学家Gyula Kristó称其为“灾难性的失败”。 这场战斗标志着匈牙利人在欧洲将近100年的军事优势的终结。
955年以后，匈牙利完全停止了西侵，而奥托也没有再与匈牙利人开战。 这场失利导致匈牙利大公福伊西下台，陶克绍尼即位为新大公

## 影响
这场战役被视为中世纪中期的代表重装骑士对中世纪前期代表，中东欧游牧民族轻骑兵的标志性胜利。
历史学家保罗·戴维斯写道：“马扎尔人的失败结束了他们90年来对西欧的抢掠，他们开始转向定居生活，奠定了作为国家的匈牙利的基础。”

## 腳註
1. ↑  Baron Edward Francis Twining Twining, A history of the crown jewels of Europe （页面存档备份，存于）, B. T. Batsford, 1960, p. 387
2. ↑  György Szabados, A magyar történelem kezdeteiről: az előidő-szemlélet hangsúlyváltásai a XV-XVIII. században, Balassi K., 2006, p. 134
3. ↑  Charles R. Bowlus, The Battle of Lechfeld and Its Aftermath, August 955: The End of the Age of Migrations in the Latin West, Ashgate Publishing, Ltd., 2006, p. 166
4. ↑  Delbruck, p. 115
5. ↑  Delbruck, p. 116
6. ↑  Delbruck, p. 118
7. ↑  Delbruck, p. 122
8. ↑  Beeler, p 229.
9. ↑  Delbruck, p. 678
10. ↑  http://college.hmco.com/history/west/mosaic/chapter5/source259.html （页面存档备份，存于） (paid account required)
11. ↑  Pal Engel and Andrew Ayton, The Realm of St Stephen: History of Medieval Hungary, 895–1526, (I.B. Tauris, 2001), 14–15.
12. ↑  Beeler, p. 230-232
13. ↑  Delbruck, p. 123
14. ↑  Kristó, Gyula; Makk, Ferenc (1996).
15. ↑  Bóna István. . March 2000  [2011-08-09]. （原始内容存档于2011-07-21） （匈牙利语）.
16. ↑  Miklós Molnár, A concise history of Hungary, Cambridge University Press, 2001, p. 17
17. ↑  Archer, Christon I.; Ferris, John R.; Herwig, Holger H.; Timothy H. E. Travers. . Univ of Nebraska Pr. 2008-09-01: 137  [9 August 2011]. ISBN 978-0-8032-1941-0.[]
18. ↑  Davis, Paul K. . Oxford University Press US. 2001-04-15: 110  [9 August 2011]. ISBN 978-0-19-514366-9. （原始内容存档于2019-03-29）.